# دويه
دويه (بالفرنسية: Douai)‏ هي مدينة فرنسية. تقع في شمال شرق البلاد بالقرب من حدود بلجيكا.

## توأمة
لدويه اتفاقيات توأمة مع كل من:
- حي هرو لندن
- ركلنهاوزن (1965 - )[8]
- كينوشا
- ديدواغو [الإنجليزية]‏ منذ (2003 - )
- بولافي (1 مايو 2004 - )
- سيراين

## أعلام
- سيزار رومينسكي
- مارسلين فالمور
- أندريه أوبي
- كورين ماسييرو
- أنطوان بول
- جورج بوكو